# Кула Норинска
Кула Норинска (на хърватски: Kula Norinska) е село и община в Дубровнишко-неретванска жупания, Хърватия. Според преброяването от 2011 г. има 1748 жители, почти изцяло хървати.
Едноименната кула, на която е кръстена общината, е крепост от XVI век до Неретва, срещу устието на потока Норин, и е построена от османците за защита срещу венециански набези. Кулата е защитена културна ценност.